# Вахрамеєв Іван Михайлович
Іван Михайлович Вахрамеєв (рос. Иван Михайлович Вахрамеев; 18 лютого 1904, Чермоз — 13 липня 1976, Київ) — радянський офіцер, учасник німецько-радянської війни, генерал-майор артилерії.

## Біографія
Народився 18 лютого 1904 року в селищі заводу Чермаз (нині — місто Чермоз Пермського краю). У 1922 році добровольцем пішов на службу до Робітничо-селянської Червоної Армії.
З початком німецько-радянської війни підполковник Вахрамеєв воював у складі 53-ї армії. Брав участь в боях на Кримському, Північно-Кавказькому, Центральному і 1-му Білоруському фронтах. До літа 1943 року командував 1 540-им самохідно-артилерійським полком 19-го танкового корпусу. На чолі цього полку брав участь в Курській битві. Пізніше став командиром 203-го гаубичного артилерійського полку і йому було присвоєно військове звання гвардії полковника. На чолі свого полку навесні 1944 року він брав участь у відвоюванні Білоруської РСР, в тому числі форсуванні Дніпра. 29 березня 1944 року в бою був важко поранений.
Незабаром призначений командиром 1-ї окремої винищувальної протитанкової артилерійської бригади. Особливо бригада під його командуванням відзначилася під час боїв за визволення міста Слуцька, за що їй було присвоєно почесне найменування «Слуцька». У тих боях він знову був поранений, але залишився в строю. В ході подальшого наступу його бригада активно брала участь у визволенні Польщі, в тому числі форсуванні річок Вісли та Пилиці. 
На завершальному етапі  війни командував 41-ю гвардійською мінометною бригадою 1-го Білоруського фронту, брав участь у форсуванні Одера, боях на території Німеччини.
Після закінчення війни продовжив службу в Радянській Армії. 11 липня 1945 йому було присвоєно військове звання гвардії генерал-майора артилерії. 

Могила І. М. Вахромеєва

Після звільнення в запас проживав в Києві. Помер 13 липня 1976 року, похований на Лук'янівському військовому кладовищі.

## Нагороди
Нагороджений двома орденами Леніна, чотирма орденами Червоного Прапора, орденами Суворова 3-го ступеня, Кутузова 2-го ступеня, Богдана Хмельницького 2-го ступеня та Вітчизняної війни 1-го ступеня, а також низкою медалей і польським орденом Хрест Грюнвальда 3-го ступеня.